# 藤澤友千菜
藤澤 友千菜（ふじさわ ゆちな、1988年12月7日 - ）は、日本の俳優、モデル。兵庫県神戸市出身。サトルジャパン所属。

## 略歴
2009年、神戸ベルェベル美容専門学校 ブライダル科卒業、ベルクラシック神戸で、ドレスコーディネーターとしてウエディングの仕事に携わる。
2012年9月、ブライダル業を辞め、東京に活動を移す。これを機にモデル業を始める。
同年11月、コンパニオンとして活動を始める。
2013年5月、ユニット名「ミックスフライカロリーOFF」としてアイドル活動を始める（担当色は赤）。
2013年6月、個人撮影会を初めて開催。
2016年1月、東京オートサロン2016にFLEX GIRLとして出演。以後、FLEX GIRLとして哀川翔が率いるFLEX FEDERAL SHOW AIKAWA Racingに参加する。
同年4月、SECOND・N PRODUCE vol.15『畳屋バラッド』で舞台俳優として活動を始める。
同年12月、LIVE配信アプリ SHOWROOMでライブ配信を始める。
2019年1月、LIVE配信アプリ 17LIVEでライブ配信を始める。
同年9月、初の写真集となる「Jolie Jolie」をリリース(ISBN 978-4-9909508-4-2)。
2021年1月、YouTubeチャンネル藤澤友千菜を開設。
2022年3月、音楽グループVITAL STATISTICS シーズン2 にメンバー名をフジサワとして参加、バンド活動を始める。
同年12月、誕生日を記念してフジサワ生誕記念CD「FUJISAWA」を発売。
2023年2月、LIVE配信アプリ Pocochaでライブ配信を始める。
2024年2月、LIVE配信アプリ TikTokでライブ配信を始める。

## 出演

### テレビ
- ジョブチューン アノ職業のヒミツぶっちゃけます!（2014年1月25日、2月8日、2月22日、3月21日、4月26日、6月28日、7月19日、7月26日、9月6日、10月11日、10月26日、11月8日、TBS）
- 男子視聴禁止 （2016年9月25日、BS-TBS）

### 舞台
- SECOND・N PRODUCE vol.15『畳屋バラッド』（2016年4月26日 - 5月1日、高田馬場・ラビネスト）
- 劇団ノーティボーイズ 16th.ACT 『Snap Decision ‐見切り発車と天気あめ』（2016年7月12日 - 17日、築地・築地本願寺ブディストホール）
- SECOND・N PRODUCE vol.18『「裏★HAPPY」』（2016年12月13日 - 12月18日、西日暮里・キーノートシアター）
- SECOND・N PRODUCE vol.21『キズ絆』（2017年3月28日 - 4月2日、学芸大学・千本桜ホール）
- 劇団ノーティボーイズ 17th.ACT『Silly Talk』（2017年6月13日 - 18日、築地・築地本願寺ブディストホール）
- SECOND・N PRODUCE vol.24『愛しの★ギョレンジャー』（2018年1月23日 - 28日、高田馬場・ラビネスト）
- 劇団ノーティーボーイズ 18th.ACT Neo Classic『6M×7W(SIX MEN×SEVEN WOMEN)』（2018年3月13日 - 18日、中目黒・ウッディシアター中目黒）
- 劇団ノーティーボーイズ 19th.ACT　『いつかヘッドをロックして』（2018年7月24日 - 29日、築地・築地本願寺ブディストホール）
- 劇団ノーティーボーイズプレゼンツ ノーティーガールズ1st『Naked Girls -裸の女達-』（2018年10月2日 - 7日、築地・築地本願寺ブディストホール）
- BIG MOUTH CHICKEN PRODUCE vol.16 本公演『－虹梅－Braggart cards 〜乱れ咲き誇る〜』（2018年12月12日 - 16日、新宿・新宿村LIVE）
- 劇団ノーティーボーイズ 20th.ACT『それはいつも♂♀からはじまるetc』（2019年5月28日 - 6月2日、中野・テアトルBONBON）
- 花魁図『花魁図ファスト-一方その頃遊郭では-』（2019年7月7日、岩本町・Eggman tokyo east）
- 劇団ノーティーボーイズプレゼンツ ノーティーガールズ2nd『ぼんじり』（2019年10月8日 - 13日、築地・築地本願寺ブディストホール）
- 遅咲会 第11回公演『絡縺〜らくれん〜』（2019年11月19日 - 24日、東長崎・小劇場てあとるらぽう）
- ミズタニ会議 第1回公演『舞台浸水』（2020年1月30日 - 2月2日、高島平・バルスタジオ）
- 劇団ノーティーボーイズ 21th.ACT『UNDERCOVER』（2020年3月3日 - 8日、築地・築地本願寺ブディストホール）
- 劇団ノーティーボーイズ　produce　ケミカルリアクションACT.1『キズ絆～KIZUBAN～ 』（2020年6月15日 - 20日、築地・築地本願寺ブディストホール）
- ミズタニ会議 第3回公演『つじつま合わせのタイムパトローラー』（劇団EXPO2020・配信のみ）（2020年12月5日 - 12日、学芸大学・千本桜ホール）
- 遅咲会 第17回公演『はりぼて予知のその先に』（2021年11月3日 - 7日、大塚・萬劇場）
- ミズタニ会議 第4回公演『クロスワード』（2022年4月20日 - 24日、北池袋・北池袋新生館シアター）
- 劇団ノーティーボーイズ ACT.22th　『BLATHER -ヨタバナシヲアナタニ-』（2022年5月24日 - 29日、下北沢・駅前劇場）
- 劇団ノーティーボーイズ ACT.23th　『CAFE'de金剛』（2022年11月8日 - 13日、中野坂上・ハーモニーホール）
- 劇団ノーティーボーイズ produce ケミカルリアクション ACT.2『騙っちゅーの！』（2023年3月1日 - 5日、新宿・シアターサンモール）
- 劇団ノーティーボーイズ EXTRAEDITION ACT.1 『6M×7W(SIX MEN×SEVEN WOMEN)』（2023年5月9日 - 14日、高田馬場・ラビネスト）
- ミズタニ会議 第5回公演『カメレオン』（2023年6月15日 - 18日、阿佐ヶ谷・阿佐ヶ谷アルシェ）
- 劇団ノーティーボーイズ ACT.24th　『OUT OF IT -向日葵の季節に、それを想う？-』（2023年7月18日 - 23日、築地・築地本願寺ブディストホール）
- team OZO produce 『panic lover monkeys -この世はたくさんの愛に溢れている･･･-』（2023年9月20日 - 24日、下北沢・ステージカフェ下北沢亭）
- PANIC MONKEY PRODUCE Vo.5『BACKSTAGE MONKEYS -異説　新撰組-』（2023年12月6日 - 10日、築地・築地本願寺ブディストホール）
- （株）ALL GREEN プロデュース Vo.17『予約の取れないゴーストホテル』（2024年1月24日 - 28日、池袋・シアターグリーン BIG TREE THEATER）[1]
- 劇団ノーティーボーイズ produce ケミカルリアクションACT.3『Only Stupid They』（2024年5月29日 - 6月2日、新宿・シアターサンモール）[2]
- 劇団ノーティーボーイズ ACT .25th『BACK PAIN BLUESーヨウツウノユウツー』（2024年11月12日 - 17日、中野坂上・ハーモニーホール）
- （株）ALL GREEN プロデュース Vo.23『Funkyな感じで生きているPART3』（2025年3月5日 - 9日、築地・築地本願寺ブディストホール）
- （株）ALL GREEN プロデュース  悪い女シリーズ9『悪い女は闇で金を拾う』（2025年5月28日 - 1日、築地・築地本願寺ブディストホール）
- 劇団ノーティーボーイズ ACT .26th『騙っちゅーの！』（2025年7月15日 - 20日、中野坂上・ハーモニーホール）

### 音楽
- VITAL STATISTICSシーズン2 「DONSHARI」VITAL STATISTICS ワンマンLIVE（2022年3月26日、新宿・新宿red cloth(紅布)）
- VITAL STATISTICSシーズン2 「DONSHARI」～VITAL STATISTICS 5th Anniversary Party！～（2022年6月18日、新宿・新宿red cloth(紅布)）
- VITAL STATISTICSシーズン2 「DONSHARI」VITAL STATISTICS ワンマンLIVE（2022年9月10日、新大久保・新大久保CLUB Voice）
- フジサワ生誕記念CD「FUJISAWA」（2022年12月7日、リリース）

　収録曲

　1.意味ねーZONE （フジサワ8bit ver.）

　2.お目々に釘付け（フジサワソロ ver.）

　3.BORING SONG（FMパブリック 8bit ver.）

　※FMパブリックはフジサワと同バンドメンバーのまいまいかとのユニット名。

### 雑誌
- CUSTOM Burning 5月号表紙（2014年4月発行、造形社）
- OFFICAL BOOK 東京オートサロン（2016年2月発行、三栄書房）
- LET'GO 4WD 3月号（2017年2月発行、文友舎）

### 広告
- カルピス七夕まつり　水玉ガールズ（2013年7月1日 - 7月7日、カルピス）
- テレビ朝日の夏祭り 喬子の哭く家（2015年7月18日 - 8月23日、テレビ朝日） - 喬子 役
- サッポロビール商品創造部　-大喜利コンテスト-（2015年12月、サッポロビール） - 麦野恵 役
- FASHION WALKER　掲載モデル（2016年2月、JADE GROUP）

## 人物
モデル事務所の紹介文では、愛嬌があり人懐っこい性格で誰からも愛されるキャラクターで、明るい笑顔とサービス精神を持ったムードメーカーと紹介されている。
スヌーピーが大好きである。
愛犬はマルプー(マルチーズとトイプードルのミックス)の茶柱[♂]。
好きな色:ピンク、オレンジ
好きな食べ物: イカ、干しぶどう、タン、カルビ、白米、葡萄、桃、柿、なめこ汁
嫌いな食べ物:バナナ、辛いもの

## 特技・趣味
ゴルフ、スノーボード、動画配信、着物・ウェディングドレス着付け、ダンス（ロック・ヒップホップジャズ）/ アクセサリー作り